# Maureen Dor

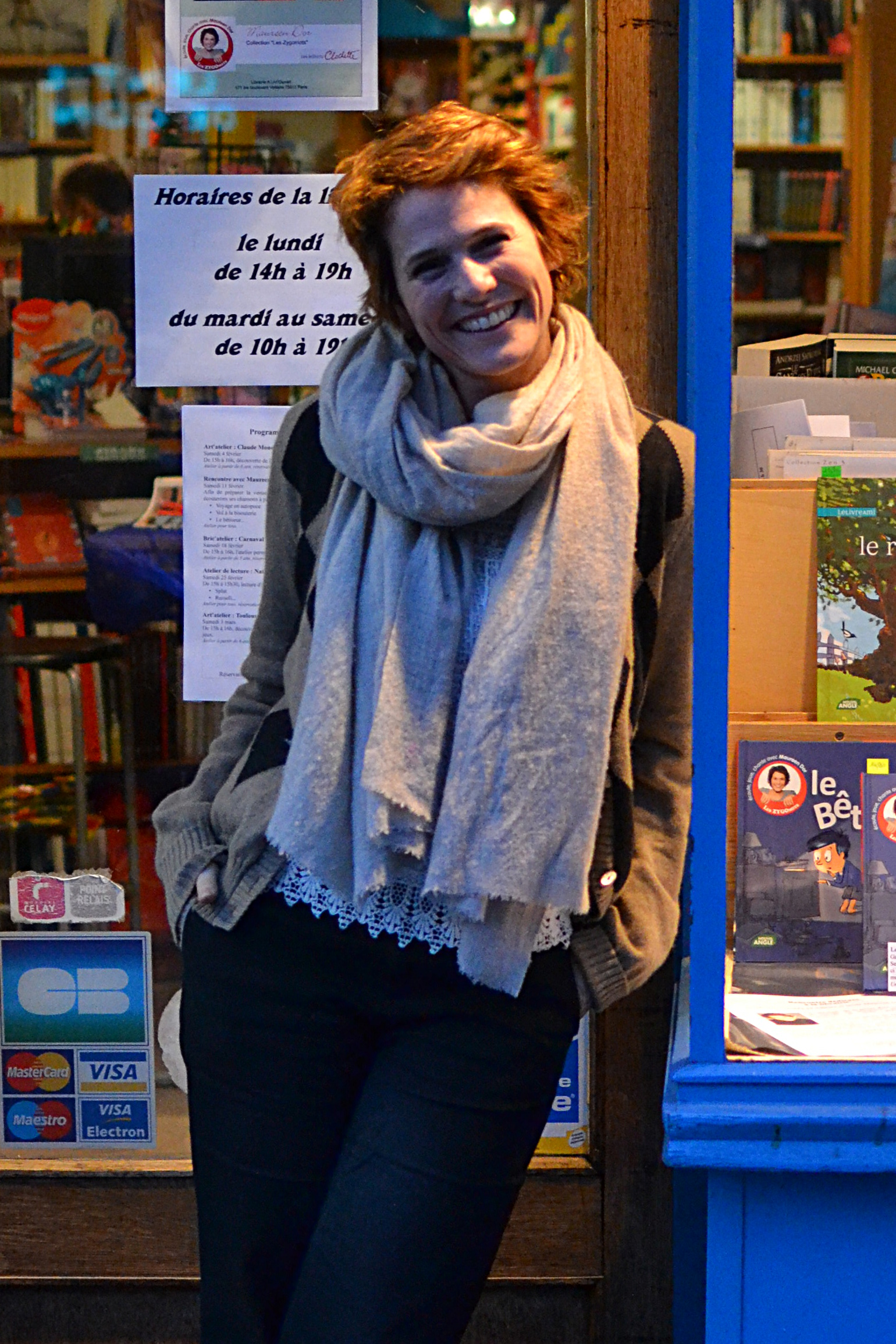
Maureen Dor (2012)

Maureen Dor (* 17. November 1970 in Ixelles/Elsene) ist eine belgische Fernsehmoderatorin und Schauspielerin.

## Leben
Nach ihrem Studium am Institut des hautes études des communications sociales arbeitete Maureen Dor als Kolumnistin beim französischen Fernsehsender Canal+. Ab 1994 arbeitete sie beim französischen Fernsehsender France 2, bevor sie von 1996 bis 1997 beim französischen Fernsehsender TF1 gemeinsam mit Philippe Risoli die Show S.V.P. COMEDIE moderierte. Anschließend moderierte sie im Jahr 2000 On va s’gêner auf Europe 1 und von 2000 bis 2006 gemeinsam mit Laurent Ruquier  On a tout essayé auf Direct 8.
Im Juni 2012 gab RTL TVI bekannt, dass Dor als Moderation für die Talentshow Belgium’s Got Talent engagiert wurde.
Parallel zu ihrer Moderationstätigkeit wirkte Maureen Dor seit 1997 als Schauspielerin in unterschiedlichen französischen und belgischen Filmproduktionen mit. So spielte sie in mehreren Kurzfilmen und Episoden einzelner Fernsehserien mit. Ihr Spielfilmdebüt gab sie in dem 2003 ausgestrahlten Fernsehdrama Comment devient-on capitaliste? an der Seite von Nils Tavernier und Muriel Combeau.
Seit 2011 veröffentlichte sie gemeinsam mit den Schriftstellern Pascal Lemaître, Olivier Nomblot und Agnès Perruchon fünf Kinderbücher.
Maureen Dor ist Mutter von zwei Söhnen.

## Filmografie (Auswahl)
- 1997: Amis pour la vie
- 1997: Enquête d’audience
- 1999: Une femme d’honneur (Fernsehserie, 1 Folge)
- 2001: Little Hippo (Petit Potam)
- 2003: Comment devient-on capitaliste?
- 2003: La Crim’ (Fernsehserie, 12 Folgen)
- 2007: Fragile(s)
- 2007: Un château en Espagne

## Werke
- Voyage en autopuce (Nouvel Angle, 2011), (mit Pascal Lemaître)
- Rita, la féroce fée rousse (Nouvel Angle, 2011), (mit Olivier Nomblot)
- Vol à la bisouterie (Nouvel Angle, 2011), (mit Agnès Perruchon)
- Le rêve de l’arbre (Nouvel Angle, 2011), (mit Olivier Nomblot)
- Le bétiseur (Nouvel Angle, 2012), (mit Robin)